# 森岡昌純

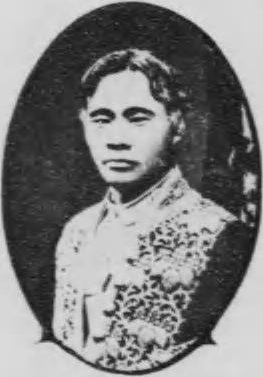
森岡昌純

森岡 昌純（もりおか まさずみ / しょうじゅん、1834年1月10日（天保4年12月1日） - 1898年（明治31年）3月27日）は、幕末の薩摩藩士、明治期の官僚・政治家・実業家。兵庫県令、貴族院勅選議員、男爵。旧名・清左衛門。

## 経歴
薩摩国鹿児島郡鹿児島城下樋ノ口通で薩摩藩士の家に生まれる。文久2年4月23日（1862年5月21日）寺田屋騒動において島津久光の命を受け薩摩藩尊皇派を鎮撫した。
明治政府に出仕し明治4年8月27日（1871年10月11日）長崎県大参事に就任。その後、同権参事、飾磨県参事、同権令、兼五等判事などを歴任。1876年8月21日、飾磨県が廃止され廃官。同年9月9日、兵庫県権令となり、1878年5月29日、県令に昇格。地租改正の推進、県会の開設準備などに尽力。学校教師・生徒の新聞購読を禁じ、政治団体の演説会への弾圧、新聞記者の県庁舎への立入を禁止するなど、政党活動を抑圧した。1885年4月7日、農商務少輔に転じたが同日に非職。1888年4月6日に非職満期となり退官した。
1885年4月9日、共同運輸会社社長に就任。同年9月29日、同社が郵便汽船三菱会社と合併して日本郵船会社が設立すると初代社長に就任。同社の経営改善に尽力。1894年3月、新定款の制定を契機に社長を退き取締役となる。
1890年9月29日、貴族院勅選議員に任じられ、死去するまで在任した。臨終に際しその勲功により男爵を叙爵した。墓所は多磨霊園。

## 家族

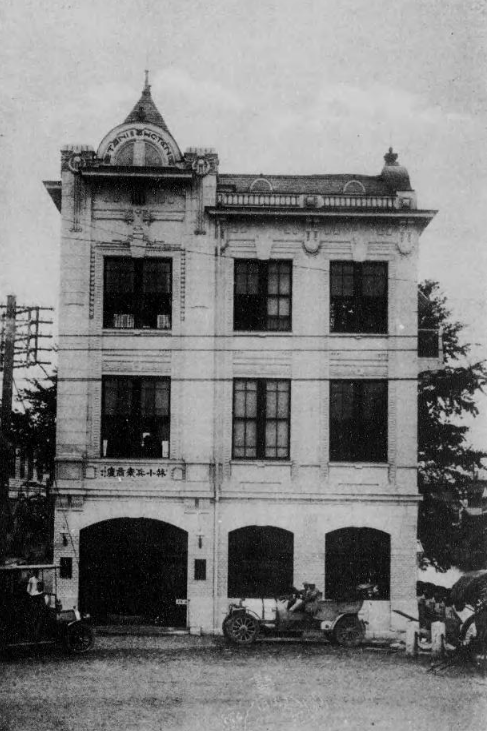
林小兵衛商店

安政6年(1859年)に薩摩藩士・柴山権介の娘和歌子と結婚したが、寺田屋騒動により森岡と柴山家は敵対する立場になったことから、4年で離婚、和歌子は三島通庸と再婚した。家督と爵位は養子の森岡彦(鹿児島藩士・江夏喜藏の二男)が引き継いだ。彦の妻・とめは、株式仲買人・林小兵衛の二女。林小兵衛(1857年生)は大阪の藤田辰造の三男に生まれ、丁稚奉公ののち兜町に移って株仲買の林商店に入り、働きぶりが認められて養子となり、林小兵衛を襲名、株式界の飛将軍と呼ばれ、巨富を築いた。彦と相婿に芝田徹心。男爵位は彦の長男・森岡銈一郞が継いだ。